# Nave espacial de suministros no tripulada
Las naves espaciales de suministro no tripuladas son un tipo especial de nave espacial robótica que opera de forma autónoma, sin tripulación humana, diseñada para respaldar operaciones en una estación espacial. Ésta es diferente de las sondas espaciales cuya misión es dirigir investigaciones científicas.
Las naves espaciales de suministro han sido usadas desde 1978 para dar servicio a las estaciones Salyut 6, Salyut 7, Mir y a la Estación Espacial Internacional.

## Naves espaciales

### Antiguas naves espaciales de suministros
- La rusa TKS, usada desde 1981 hasta 1985.
- El italiano MPLM (Multi-Purpose Logistics Module), que era lanzado en el transbordador espacial estadounidense.

### Actuales naves espaciales de suministros
- La rusa Progress, usada desde 1978.
- La europea ATV, lanzada por primera vez el 9 de marzo de 2008.
- El vehículo de transferencia H-II japonés, lanzado por primera vez en septiembre de 2009.
- La estadounidense del sector privado SpaceX Dragon, lanzada por primera vez en 2012.
- La estadounidense del sector privado Cygnus desde Orbital Sciences Corporation, lanzada por primera vez en 2013.

Futuras naves espaciales en esta categoría pueden incluir:
- La estadounidense del sector privado Andrews Cargo Module desde Andrews Space
- La estadounidense del sector privado ARCTUS desde Spacehab

## Proyectos cancelados
- La estadounidense del sector privado Kistler K-1 de Rocketplane Kistler, cancelada en octubre de 2007.

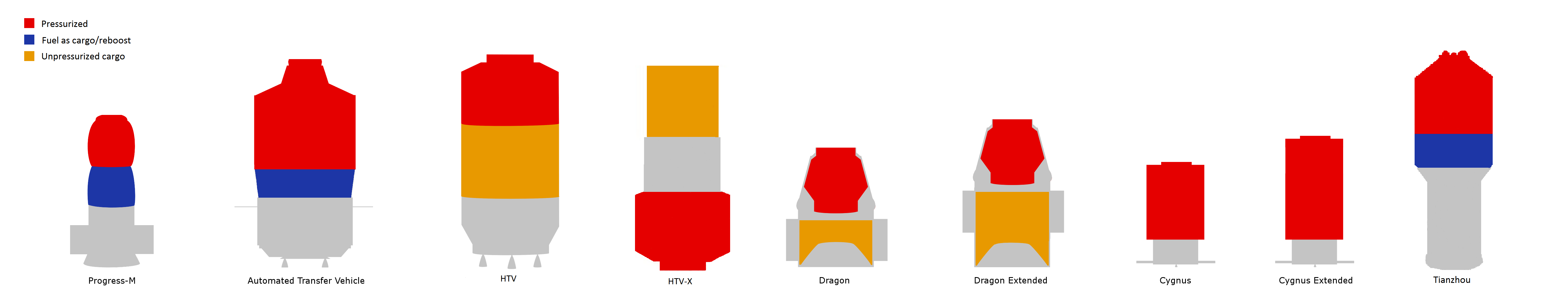
Comparación de los diferentes modelos de naves espaciales de suministro no tripuladas